# Sweet/Vicious
Sweet/Vicious è una serie televisiva statunitense creata da Jennifer Kaytin Robinson per MTV.

## Trama
La serie è incentrata intorno alle attività di Jules e Ophelia, due studentesse universitarie che segretamente svolgono il compito di vigilanti del campus prendendo di mira gli assalitori sessuali. La serie affronta le ripercussioni emotive delle vittime di stupro e dei difetti nel sistema giudiziario per quanto riguarda le denuncia sugli assalti. 

## Produzione
The Hollywood Reporter ha annunciato l'8 settembre 2015 che MTV aveva ordinato un pilot per una serie, originariamente intitolato Little Darlings. Il 14 dicembre 2015, Deadline Hollywood ha annunciato che MTV aveva dato l'ordine di produzione per la serie. Il 21 aprile 2016, MTV ha annunciato che la serie avrebbe avuto un altro titolo, Sweet/Vicious.